# Pierre-Jules Boulanger
Pierre-Jules Boulanger (* 10. März 1885 in  Sin-le-Noble; † 11. November 1950 in Broût-Vernet, Département Allier) war ein französischer Manager.

## Leben
Nach der Auswanderung in die USA im Jahre 1908 fand er Arbeit bei einer Elektrizitätsgesellschaft, später in einem Architekturbüro. 1911 gründete er ein Bauunternehmen in Kanada. Während des Ersten Weltkrieges diente er in Frankreich als Luftbildfotograf. 1919 trat Boulanger in das Unternehmen Michelin ein, 1922 stieg er in die Geschäftsleitung auf. 1934 wechselte er zu Citroën, wo er 1937 Vorstandsvorsitzender wurde.
Pierre Boulanger gilt als der geistige Vater des 2CVs, der sogenannten Ente.
Am 11. November 1950 kam er am Steuer eines Citroën Traction Avant auf der Nationalstraße 9 bei einem Unfall ums Leben.